# Astragalus acetabulosus
Astragalus acetabulosus — вид квіткових рослин з родини бобових (Fabaceae). Ареал охоплює такі країни: Ірак.

## Середовище
A. acetabulosa — багаторічний кущ, який росте на кам'янистих пагорбах та на мулистому ґрунті. Вид знайдений на висотах 800–1640 метрів. Природна рослинність у районах, де зустрічається цей вид, скоротилася через надмірне випасання та розораність.